# 189-та стрілецька дивізія (СРСР)
189-та стрілецька дивізія (189-та сд) – військове з'єднання Збройних сил СРСР, яке брало участь у Німецько-радянській війні.

## Історія
Була сформована у березні-квітні 1941 року в Київському Особливому військовому окрузі (КОВО). 22 червня 1941 року дивізія увійшла до складу 55-го резервного стрілецького корпусу Південно-Західного фронту (ПЗФ). Згідно з Директивою СГК № 20466 від 24.06.1941, з 25 червня корпус було передано у безпосереднє розпорядження Південного фронту.
25 червня 1941 року дивізія перебувала в районі Нової Ушиці, а вранці 26-го числа почала зосереджуватися біля села Маків. На наступний день вона була призначена у фронтовий резерв і передислокувалася в район Балина.
3 липня дивізія здійснювала підготовку до оборони рубежу Смотрич — Гуків для прикриття відходу 18-ї армії на східний берег Дністра. 10 липня займала позиції в районі Дунаївців. До 13 липня виведена в армійський резерв і до кінця дня зосередилася в районі лісів на північ від Плебанівки, готуючись виступити в район Вінниці, щоб увійти до складу Південно-Західного фронту. Виступила в новий район зосередження 15 липня о 15.30.
17 липня 189-та стрілецька дивізія, вже влившись до складу 6-ї армії ПЗФ, слідувала в район Турбова, перебуваючи в 2 години ночі в районі Вороновиці.
До 15.00 18 липня дивізія зосередилася в районі Должек — Булай — Очеретно з завданням прикривати напрямок Липовець — Вінниця, висунувши передовий загін у Погребище з метою утримання залізничної станції. Штаб дивізії перебував у лісі на захід від Должека.
19 липня дивізія вела бій в районі Челновців і Наказного. 20 липня 891-й стрілецький полк дивізії продовжував відбивати атаки противника на лівому фланзі, ведучи бій з мотомеханізованою групою німців на східній околиці Наказного. Був захоплений один полонений і п'ять вантажних машин. Інші полки готувались до наступу на Староживотів і Тетіїв.
24 липня дивізія перебувала на східній околиці Староживотова, маючи заслін на східному березі річки Роська у Животівки. Перед її фронтом на рубежі Стадниця — Ситківці — Бугаївка розташовувалася організована оборона противника.
25 липня ударна група 6-ї армії в 6.30 ранку перейшла в наступ в напрямку Дубровки, потім повернула фронт для завдавання удару на Жашків. 189-та стрілецька дивізія зайняла безіменну висоту, розташовану в 1.5 км на північ від висоти 260.9, і південні схили висоти 261.2, маючи при цьому заслін до роти фронтом на північний захід.
В кінці липня — на початку серпня дивізія у складі групи Понєдєліна (6-та і 12-та армії) брала участь в битві під Уманню. 2 серпня німецька танкова група Клейста з'єдналася з 17-ю армією, взявши в оточення частини Південно-Західного і Південного фронтів, що входили до складу групи Понєдєліна. В результаті виснажливих боїв дивізія була розгромлена.
Командир дивізії О. С. Чичканов опинився в німецькому тилу і залишився проживати на окупованій території. Згодом він був заарештований і 21 серпня 1952 року засуджений за статтею 193-17 «а» УК на 10 років позбавлення волі. У 1953 році реабілітований.
19 вересня 1941 року була розформована як загибла.

## Склад
- 864-й стрілецький полк
- 880-й стрілецький полк
- 891-й стрілецький полк
- 431-й артилерійський полк
- 433-й гаубичний артилерійський полк
- 79-й окремий винищувально-протитанковий дивізіон
- 89-й окремий зенітний артилерійський дивізіон
- 269-й розвідувальний батальйон
- 366-й саперний батальйон
- 621-й окремий батальйон зв'язку
- 100-й медико-санітарний батальйон
- 216-та окрема рота хімзахисту
- 122-й автотранспортний батальйон
- 254-й польовий автохлібозавод
- 727-ма польова поштова станція
- 536-та польова каса Держбанку

## Командири
- Чичканов Олександр Семенович (14.03.1941-19.09.1941), комбриг.

## Підпорядкування
| Дата       | Фронт (округ)           | Армія                   | Корпус (група)          |
| ---------- | ----------------------- | ----------------------- | ----------------------- |
| 22.06.1941 | Південно-Західний фронт | 55-й стрілецький корпус |                         |
| 25.06.1941 | Південний фронт         | 55-й стрілецький корпус |                         |
| 06.1941    | Південний фронт         | 18-та армія             | 55-й стрілецький корпус |
| 10.07.1941 | Південний фронт         | 18-та армія             | 17-й стрілецький корпус |
| 07.1941    | Південно-Західний фронт | 6-та армія              |                         |
| 25.07.1941 | Південний фронт         | 6-та армія              |                         |